# It's ME, It's WE
『It's ME, It's WE』（イッツ・ミー・イッツ・ウィー）は、2022年3月2日に発売された韓国の男性アイドルグループ・TEMPESTの1stミニ・アルバム。

## 解説
2022年2月11日に団体コンセプトフォトとビジュアルクリップを公開。しかし、2月14日、メンバー全員のコロナ陽性によりデビュー日とアルバム発売日を2月21日から3月2日に延期された。
タイトル曲「Bad News」は、音楽界の流れを変える「ビッグニュース」と「グッドニュース」という意味である。
3月2日にアルバムを発売し、デビュー。また同日にタイトル曲「Bad News」のミュージックビデオを公開した。
2022年8月25日にLP盤が発売された。

## 収録曲
1. Bad News
  - 作詞：G-HIGH, Inner Child(MonoTree),Jozu(PRISMFILTER),LEW,화랑
  - 作曲：G-HIGH, Inner Child(MonoTree),Jozu(PRISMFILTER)
  - 編曲：G-HIGH(MonoTree)
2. Just A Little Bit
  - 作詞：Pablo Groove(153/Joombas),wan9u,화랑
  - 作曲：Pablo Groove(153/Joombas),wan9u,Hyuk Shin,MRey(153CreatorsClub),JOONY,이른
  - 編曲：Pablo Groove(153/Joombas),wan9u,신재훈,deepsleep,Jaec
3. Find Me
  - 作詞：Inner Child(MonoTree),LEW,화랑
  - 作曲：윤종성,Inner Child(MonoTree),Nmore(PRISMFLTER),Jozu(PRISMFILTER)
  - 編曲：윤종성,Nmore(PRISMFLTER)
4. 있을게 (to YOU)
  - 作詞：송유(153/Joombas),최보라(153/Joombas),LEW
  - 作曲：Vendors(Coll!n),Vendors(CALi),XLMT,Vendors(Hi-bye),Vendors(Fascinader),153/Joombas
  - 編曲：Vendors(Fascinader)
5. Bad At Love
  - 作詞：Inner Child(MonoTree),Marcel Heim,Charlotte Buhle,LEW,화랑
  - 作曲：Inner Child(MonoTree),Marcel Heim,Charlotte Buhle
  - 編曲：Inner Child(MonoTree)